# Shujoat Nematov
Pour les articles homonymes, voir Nematov.
Shujoat Nematov (tadjik : Шуджоат Неъматов), né le 26 septembre 1981 en RSS du Tadjikistan, aujourd'hui Tadjikistan, est un joueur de football international tadjik qui évoluait au poste d'attaquant.

## Biographie

### Carrière en sélection
Il reçoit huit sélections en équipe du Tadjikistan entre 2003 et 2006, inscrivant un but.
Il participe avec le Tadjikistan à l'AFC Challenge Cup en 2006. Le Tadjikistan remporte cette compétition en battant le Sri Lanka en finale.

## Palmarès
Tadjikistan
- AFC Challenge Cup (1) :
  - Vainqueur : 2006.